# ديفيد إف. دونكان
ديفيد إف. دونكان (بالإنجليزية: David F. Duncan)‏ هو عالم نفس أمريكي، ولد في 26 يونيو 1947.